# Italia Mura
 (mai 2025).
Si vous disposez d'ouvrages ou d'articles de référence ou si vous connaissez des sites web de qualité traitant du thème abordé ici, merci de compléter l'article en donnant les références utiles à sa vérifiabilité et en les liant à la section « Notes et références ».
Italia Mura (名古屋港イタリア村, Nagoya minato Itaria mura, litt. village italien du port de Nagoya) était un centre commercial situé dans le quartier du port de Nagoya au Japon. Il a ouvert en 2005, et on y accédait par la station de métro du port de Nagoya, ou en se garant dans le parking de 660 places du centre commercial. On y trouvait notamment : 

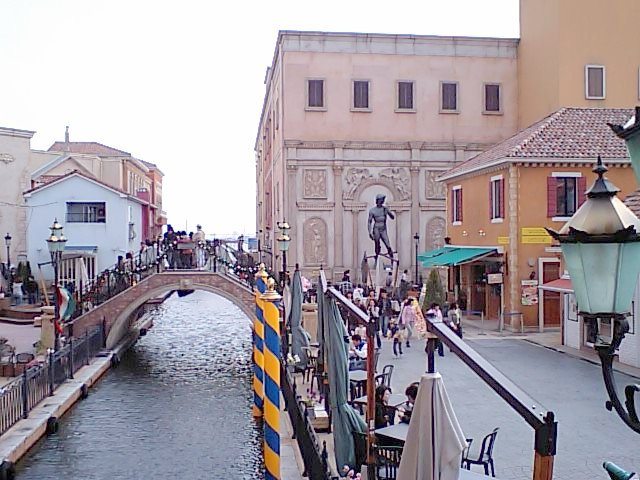
Vue du village italien, un canal à l'image de ceux de Venise, une copie de David. L'église, hors champ, se trouve à gauche

- des magasins vendant exclusivement des produits italiens
- des restaurants et glaciers italiens
- la reconstitution d'un canal vénitien
- une église où se tiennent des mariages de style catholique
- une reproduction du David de Michel-Ange
- un musée d'art

Des figurants, dont quelques italiens, distrayaient les touristes par des chansons et musiques italiennes, ou par leur costume vénitien.
Ce centre commercial a fermé en mai 2008.